# VZLU TOM-8
Die VZLÚ TOM-8 war ein Schulflugzeug, das vom Výzkumný a zkušební letecký ústav (dt.: Aeronautisches Forschungs- und Prüfungsinstitut; Abkürzung VZLÚ) entwickelt wurde. Es kam nicht über das Prototypenstadium hinaus.

## Geschichte
Die TOM-8 wurde in Mitte der 1950er Jahre unter der Bezeichnung L-8 von dem beim VZLÚ angestellten Ingenieur Karel Tomáš entwickelt. Die Entwicklung verlief langsam und litt unter unklaren Anforderungen des tschechoslowakischen Verteidigungsministeriums. Das Hauptproblem war, dass ein zweisitziges Schulflugzeug mit einem Kolbenmotor mit einer Leistung von höchstens 184 kW gefordert wurde. Das war in der Zeit, in der die ersten Strahltrainer entwickelt wurden, ein Anachronismus. Die in der ČSR in großer Stückzahl in Lizenz produzierte ähnlich ausgelegte Jak-11 hatte einen Motor mit einer Startleistung von 515 kW.
Die Flugerprobung zeigte, dass die Zelle den Anforderungen entsprach, der Motor aber ungeeignet und unzuverlässig war. Wegen der Motorprobleme und der bevorstehenden Einführung von Strahltrainern wurde der Typ nicht in die Produktion übernommen. Die TOM-8 war das letzte in der Tschechoslowakei entwickelte Militärflugzeug mit Kolbenmotor.
Das einzige produzierte Exemplar wurde nach der Erprobung in eine psychologische Klinik in Opařany gebracht, wo es der Unterhaltung der Patienten diente. Von 1967 bis 1968 wurde es vom VZLÚ überholt, eine weitere grundlegende Überholung fand von 1973 bis 1978 statt. Die Maschine ist im Luftfahrtmuseum Kbely ausgestellt.

## Konstruktion
Die TOM-8 ist ein von einem Zweiblattpropeller angetriebener Ganzmetall-Tiefdecker mit Normalleitwerk und einziehbarem Bugradfahrwerk. Letzteres kam zum ersten Mal bei einem tschechoslowakischen Schulflugzeug zur Anwendung. Den Rumpf bildet ein geschweißtes und blechbeplanktes Stahlrohrgerüst. Unter der Kabine sind zwei Kraftstoffbehälter mit 180 l Gesamtvolumen untergebracht. Ein kleiner Hilfstank gewährleistet die Kraftstoffzufuhr zum Motor beim Rückenflug. Der einholmige Tragflügel ist dreiteilig und besteht aus dem in die Rumpfstruktur integrierten Mittelstück und zwei trapezförmigen Außenflächen. Die Beplankung besteht ebenfalls aus Blech. Höhen- und Seitenflosse sind aus Ganzmetall, Quer-, Seiten- und Höhenruder bestehen aus stoffbespannten Duralumingerüsten. Das Fahrwerk ist ölpneumatisch gefedert und wird hydraulisch eingezogen. Die Spurweite beträgt 2,46 m bei einem Radstand von ebenfalls 2,46 m. Das Bugrad ist 420 × 150 mm, die Haupträder 500 × 180 mm.

## Technische Daten
| Kenngröße                  | Daten |
| -------------------------- | --- |
| Besatzung                  | 2 |
| Länge                      | 9,25 m |
| Spannweite                 | 10,95 m |
| Höhe                       | 3,17 m |
| Flügelfläche               | 17,26 m² |
| Triebwerk                  | 1 luftgekühlter Sechszylindermotor Praga M-208C mit zweiblättriger Ganzmetall-Verstellluftschraube (Ø 2,4 m) |
| Startleistung Nennleistung | 235 PS (173 kW) bei 3000–3300/min 215 PS (158 kW)                                                            |
| Kraftstoffvorrat           | 180 l |
| Leermasse                  | 1066 kg |
| Startmasse                 | 1382 kg (Normalflug) 1302 kg (Kunstflug)                                                                     |
| Flächenbelastung           | 75,4–80,1 kg/m²                                                                                              |
| Höchstgeschwindigkeit      | 285 km/h in Bodennähe                                                                                        |
| Marschgeschwindigkeit      | 240 km/h in Bodennähe                                                                                        |
| Landegeschwindigkeit       | 100 km/h mit Klappen                                                                                         |
| Mindestgeschwindigkeit     | 95 km/h mit Klappen                                                                                          |
| Steiggeschwindigkeit       | 5,4 m/s in Bodennähe                                                                                         |
| Reichweite                 | 720 km bei Marschgeschwindigkeit                                                                             |
| Dienstgipfelhöhe           | 6050 m |
| Startrollstrecke           | 225 m |
| Startstrecke auf 25 m Höhe | 455 m |
| Landerollstrecke           | 200 m |
| Landestrecke aus 25 m Höhe | 430 m |

## Quelle
- Informationstafeln des Luftfahrtmuseums Kbely